# Temporada 2021-2022 del Teatre Nacional de Catalunya

## Espectacles
| Temporada 2021-2022 del Teatre Nacional de Catalunya | |                                                          | |                                              | |                          |              |                      |
| Espectacle                                           | Autoria | Direcció                                                 | Actors i actrius principals / artistes | Escenografia                                 | Producció | Dates                    | Sala         | Gènere               |
| La Víctor C.                                         | Anna Maria Ricart Codina a partir de Víctor Català                                                                                 | Carme Portaceli                                          | Ferran Carvajal, Lluïsa Castell, Oriol Guinart, Olga Onrubi, Rosa Renom, Manel Sans, Anna Ycobalzeta                                                                      | Paco Azorín                                  | Teatre Nacional de Catalunya | 30/09/2021 al 07/11/2021 | Sala Gran    | Teatre               |
| Nosaltres (A nosotros nos daba igual)                | Helena Tornero | Ricard Soler Mallol                                      | Nacho Almeida, Neus Ballbé, Tamara Ndong Bielo, María Ramos, Junyi Sun | Mónica Boromello                             | Teatro Español i Teatre Nacional de Catalunya                                                                                                  | 07/10/2021 al 07/11/2021 | Sala Petita  | Teatre               |
| Jo, dona. A Lili Elbe                                | Marta Carrasco | Marta Carrasco i Manel Quintana                          | Marta Carrasco, Albert Hurtado | Marta Carrasco, Pau Fernández, Dario Aguilar | Cia. Marta Carrasco, Temporada Alta 2019 i Centre Cultural Vilanova del Vallès                                                                 | 14/10/2021 al 31/10/2021 | Sala Tallers | Dansa                |
| Infanticida                                          | Caterina Albert (Víctor Català) | Marc Angelet                                             | Marta Carrasco, Albert Hurtado | Neus Pàmies, Gerard Marsal Norte             | Neus Pàmies | 04/11/2021 al 07/11/2021 | Sala Tallers | Òpera electrònica    |
| LÙ                                                   | Companyia Maduixa | Joan Santacreu                                           | Melisa Usina, Laia Sorribes, Paula Quiles | -                                            | Maduixa Teatre, SL | 11/11/2021 al 21/11/2021 | Sala Petita  | Dansa                |
| La cresta de la ola                                  | José Troncoso | José Troncoso                                            | José Bustos, Belén Ponce de León, Alicia Rodríguez, Ana Turpin | Alessio Meloni                               | La Estampida en coproducció amb el 38 Festival de Otoño / Madrid Cultura y Turismo S.A.U. i en residència artística al Teatro Nuevo de Coslada | 11/11/2021 al 28/11/2021 | Sala Tallers | Teatre               |
| A Man of Good Hope                                   | Isango Ensemble a partir de Jonny Steinberg                                                                                        | Mark Dornford-May                                        | | -                                            | Young Vic, Isango Ensemble | 18/11/2021 al 21/11/2021 | Sala Gran    | Teatre musical       |
| Camí a l'escola                                      | Campi Qui Pugui | Rosa Díaz                                                | Alícia Bull, Cristina Garcia, Aitana Giralt, Jordi Pedrós | Joan Pena                                    | Campi Qui Pugui | 01/12/2021 al 19/12/2021 | Sala Tallers | Teatre familiar      |
| Prostitución                                         | Andrés Lima, Albert Boronat | Andrés Lima                                              | Carmen Machi, Nathalie Poza, Carolina Yuste. Música en directe de Laia Vallés/Bru Ferri (piano)                                                                           | Beatriz San Juan                             | Check-in producciones, Teatro Español, Escena Nacional d'Andorra, Molinos de Papel, Mama Floriana, Asuntos Culturales                          | 02/12/2021 al 23/12/2021 | Sala Gran    | Teatre               |
| El nedador del mar secret                            | William Kotzwinkle | Jumon Erra                                               | Francesc Cuéllar, Albert Mora, Júlia Santacana | Joana Martí                                  | La Danesa, Premi Quim Masó 2020, Teatre Nacional de Catalunya                                                                                  | 09/12/2021 al 19/12/2021 | Sala Petita  | Teatre               |
| MKMK                                                 | Maika Makovski | -                                                        | Maika Makovski, Mariana Pérez Abendaño, Semión Bredikhin, Daniel Fernández Romero, Adrián Martínez Pérez                                                                  | Gema Polanco                                 | | 22/12/2021 al 23/12/2021 | Sala Petita  | Música               |
| Fuego Fuego                                          | | Manuela Infante                                          | Héctor Betancourt, Núria Lloansi | Andrés Poirot                                | Teatre Nacional de Catalunya | 13/01/2022 al 06/02/2022 | Sala Tallers | Teatre               |
| La casa del dolor                                    | Víctor Sánchez Rodríguez | Víctor Sánchez Rodríguez                                 | Antonio Escámez, Amparo Fernández, Júlia Genís, Lina Lambert, Pol Monen, Carles Sanjaime                                                                                  | Max Glaenzel                                 | Teatre Nacional de Catalunya | 20/01/2022 al 20/02/2022 | Sala Petita  | Teatre               |
| Desig                                                | Josep Maria Benet i Jornet | Sílvia Munt                                              | Laura Conejero, Carles Martínez, Raimon Molins i Anna Sahun | Enric Planas                                 | Teatre Nacional de Catalunya | 27/01/2022 al 06/03/2022 | Sala Gran    | Teatre               |
| El mar: Visió d’uns nens que no l'han vist mai       | Xavier Bobés, Alberto Conejero | Xavier Bobés, Alberto Conejero                           | Xavier Bobés, Sergi Torrecilla | -                                            | | 17/02/2022 al 06/03/2022 | Sala Tallers | Teatre               |
| Dramatúrgia emergent europea: Bèlgica                | Taha Adnan (Dounia), Lot Vekemans (Gif)                                                                                            | Marie-Aurore D'Awans (Dounia), Lisa Boa Houbrechts (Gif) | | -                                            | Teatre Nacional de Catalunya | 26/02/2022 al 27/02/2022 | Sala Petita  | Teatre               |
| Variacions                                           | A partir de Desig, de Josep Maria Benet i Jornet                                                                                   | Jade Maignan                                             | | Nina López                                   | Teatre Nacional de Catalunya | 01/03/2022               | Sala Gran    | Teatre               |
| Ils nous ont oubliés                                 | Séverine Chavrier (a partir d'El forn de calç [Kalkwerk] de Thomas Bernhard)                                                       | Séverine Chavrier                                        | Laurent Papot, Marijke Pinoy, Camille Voglaire | Louise Sari                                  | CDN Orléans / Centre-Val de Loire | 12/03/2022 al 13/03/2022 | Sala Gran    | Teatre               |
| Harakiri                                             | Les Impuxibles, María Velasco | Les Impuxibles                                           | Sílvia Capell, Haley Diallo, Montse Esteve, Helena Gispert, Kiko López, Pau Vinyals                                                                                       | Judit Colomer                                | Les Impuxibles, Teatre Nacional de Catalunya                                                                                                   | 17/03/2022 al 17/04/2022 | Sala Tallers | Multidisciplinari    |
| Aisha and Abhaya                                     | Sharon Eyal, Rambert | Kibwe Tavares                                            | |                                              | Rambert, The Royal Ballet | 18/03/2022 al 20/03/2022 | Sala Gran    | Dansa                |
| Macbett                                              | Eugène Ionesco | Ramon Simó                                               | Anna Alarcon, Laia Alsina, Pep Ambrós, David Anguera, Pepo Blasco, Joan Carreras, Josep Julien, Jordi Martínez, Xavi Ricart                                               | Bibiana Puigfàbregas                         | Teatre Nacional de Catalunya | 24/03/2021 al 24/04/2022 | Sala Petita  | Teatre               |
| Els homes i els dies                                 | David Vilaseca | Xavier Albertí                                           | Mercè Aránega, Albert Ausellé, Paula Blanco, Alejandro Bordanove, Abdi Cherbou, Luiz Felipe, Roberto G. Alonso, Rubén de Eguía, Oriol Genís, Federico Metral, Ramon Pujol | Max Glaenzel                                 | Teatre Nacional de Catalunya | 21/04/2022 al 29/05/2022 | Sala Gran    | Teatre               |
| Patatas fritas falsas                                | Agnés Mateus, Quim Tarrida | Agnés Mateus, Quim Tarrida                               | Agnés Mateus |                                              | Teatre Nacional de Catalunya, l'Antic Teatre, Konvent (Berga), de AMateus & QTarrida                                                           | 05/05/2022 al 29/05/2022 | Sala Tallers | Teatre               |
| El pes d'un cos                                      | Victoria Szpunberg | Victoria Szpunberg                                       | Quim Àvila, Laia Marull, Carles Pedragosa, Sabina Witt | Judith Colomer                               | Velvet Events, Centro Dramático Nacional, Teatre Nacional de Catalunya                                                                         | 12/05/2022 al 12/06/2022 | Sala Petita  | Teatre               |
| Europa Bull                                          | Indi Gest | Jordi Oriol                                              | Sasha Agranov, Joan Carreras, Isak Férriz, Anna Hierro, Sarah Anglada, Olga Onrubia, Carles Pedragosa, Karl Stets                                                         | Xarli                                        | Indi Gest, Premi Quim Masó 2018, Teatre Nacional de Catalunya                                                                                  | 30/06/2022 al 17/07/2022 | Sala Petita  | Teatre               |
| Running for Democracy                                | Lena Kitsopoulou, Charlotte Lagrange, Rachida Lamrabet, José Manuel Mora, Sílvia Navarro, Mickael de Oliveira, Pier Lorenzo Pisano | Michael De Cock                                          | Alejandro Bordanove, Jordi Collet, Montse Esteve, Adriana Fuertes, Júlia Genís, Kathy Sey                                                                                 |                                              | Teatre Nacional de Catalunya | 18/09/2021               | Sala Petita  | Lectura dramatitzada |